# Абросимов, Павел Александрович
Павел Александрович Абросимов (1899 или 1901 — 1955) — советский военачальник, генерал-лейтенант артиллерии.

## Биография
Родился 18 мая 1901 года[по какому календарю?] (по другим данным в 1899) в Новозыбкове (Черниговская губерния, ныне Брянская область).
С 1920 года служил в РККА, участвовал в Гражданской войне.
В 1932 году вступил в ВКП(б) и с 1934 года командовал 194-м артиллерийским полком Ленинградского военного округа.
Получил звание полковника 17 февраля 1936 года и 5 апреля того же года был назначен начальником Севастопольского училища зенитной артиллерии.
Во Время Великой Отечественной войны в 1943 году был начальником Управления боевой подготовки войск ПВО, с 29 июня 1943 года — заместитель командующего войсками Восточного фронта ПВО, а в 1944 году стал командующим артиллерией Южного фронта ПВО. С 4 августа 1942 года — генерал-майор артиллерии, с 18 ноября 1944 года — генерал-лейтенант артиллерии.
Умер 4 декабря 1955 года. Похоронен на Введенском кладбище (уч. 8).

## Награды[2]
- Медаль «За оборону Сталинграда» 22.12.1942
- орден Красной Звезды (14.02.1943)
- орден Красного Знамени (1.07.1944)
- Орден Красного Знамени 03.11.1944
- Медаль «За победу над Германией в Великой Отечественной войне 1941–1945 гг.» 09.05.1945
- Орден Ленина 06.11.1945
- Орден Кутузова II степени 17.11.1945